# Дюбуа, Луи (художник)
Луи Дюбуа (фр. Louis Dubois; 13 декабря 1830, Брюссель — 28 апреля 1880, Схарбек) — бельгийский художник.
Луи Дюбуа родился в 1830 году в Брюсселе. Учился в Париже у Тома Кутюра. После окончания обучения вернулся в родной Брюссель. Впервые выставил свои работы (причём сразу три) в 1857 году на ежегодной художественной выставке в Брюсселе. В следующем году он представил публике одну из самых известных своих картин — «Аисты» («Les Cigognes»; ныне хранится в Королевском музее изящных искусств в Брюсселе).
1 марта 1868 года Дюбуа стал одним из основателей «Свободного общества изящных искусств», которое выступало за обновление устаревшего (на взгляд членов общества) академического искусства. Для пропаганды взглядов членов общества в 1871 году был основан журнал «Свободное Искусство» («L’Art Libre»).
Поддерживал дружеские отношения со многими бельгийскими и французскими художниками своего времени, включая Гюстава Курбе. Скончался на родине.
Наследие Дюбуа пострадало в годы мировых войн: так, три картины, хранившееся в Музее изящных искусств Остенде были уничтожены во время боевых действий Второй мировой войны. Однако, большая часть наследия художника уцелела. 